# روبين بلاكوود
روبين بلاكوود (بالإنجليزية: Robyn Blackwood)‏ هي لاعبة الاسكواش نيوزيلندية، ولدت في 22 أبريل 1958 في هاميلتون في نيوزيلندا.

## وصلات خارجية
- روبين بلاكوود على موقع SquashInfo.com (الإنجليزية)